# Cour (architecture)
Pour les articles homonymes, voir Cour.
Pour les articles ayant des titres homophones, voir Court et Courre.

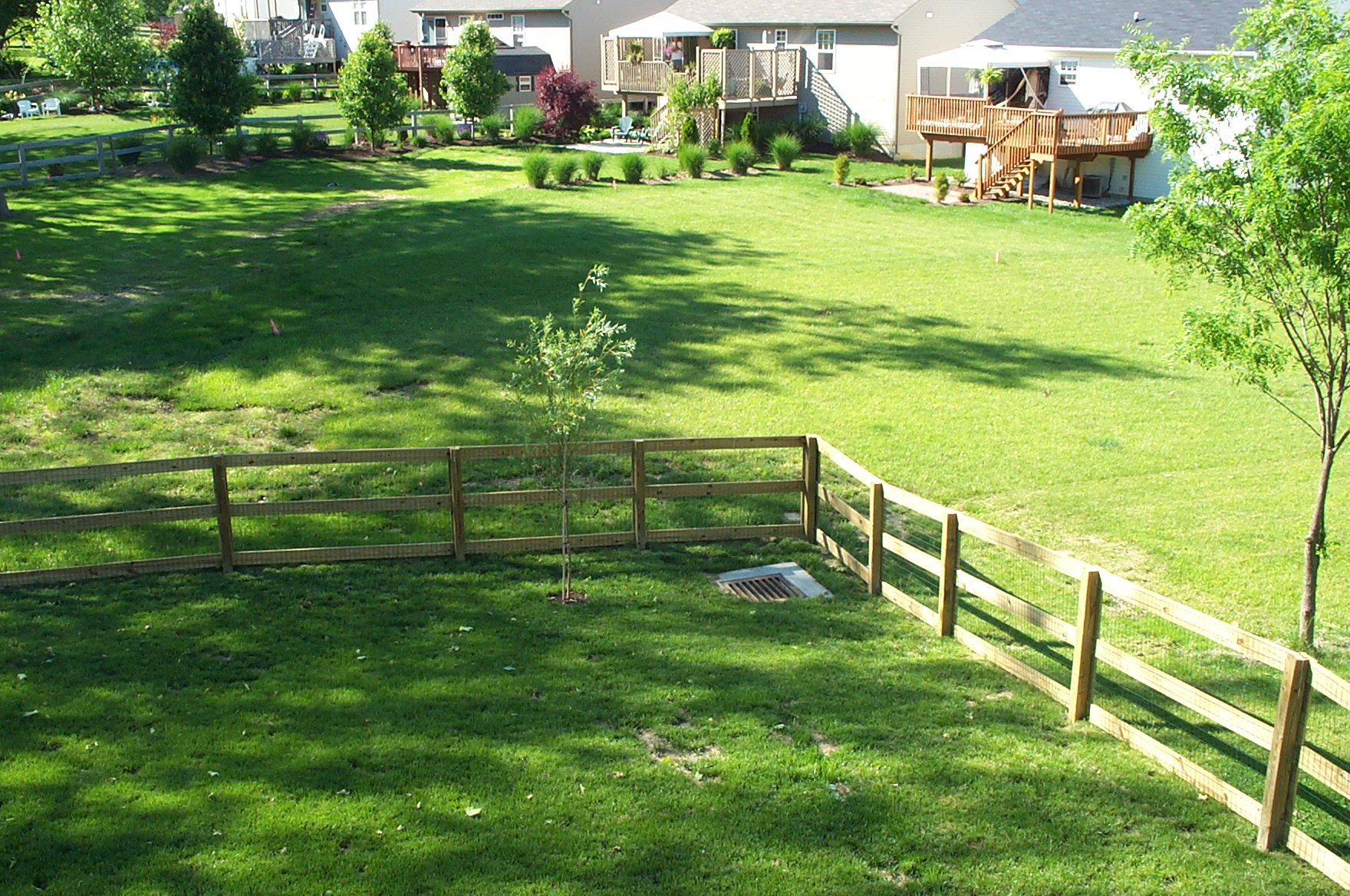
Une cour typique de l'est des États-Unis.

La cour était un espace libre et clos, entouré d'un ensemble de bâtiments. Ce sens est resté aujourd'hui pour désigner :
- une cour anglaise
- une cour commune
- une cour de ferme
- Une cour d'honneur
- une cour d'immeuble
- une cour intérieure
- une cour jardin
- une cour de récréation
- une basse-cour
- une avant-cour
- une arrière-cour
- une courette

Le mot était jadis graphié « court », conformément à sa phonétique médiévale, qui correspond aussi à son étymologie, forme que l’on retrouve dans les toponymes médiévaux de la partie nord de la France, exemples : Azincourt, Flixecourt, Nonancourt , etc.
Cour est en effet issu du terme bas latin cortis, qui procède probablement du latin classique cohors.